# Jovanka Marville
Jovanka Marville, née le 30 novembre 1960, est une claveciniste et enseignante vaudoise.

## Biographie
Jovanka Marville, passe son enfance à Lausanne et commence le piano chez Denise Bidal entre 1974 et 1979. Elle poursuit ses études avec Christiane Montandon au Conservatoire de musique de Genève où elle obtient son diplôme d'enseignement du piano. Attirée par le répertoire des XVIIe et XVIIIe siècles, elle s'oriente vers le clavecin et prend ses premiers cours avec Véronique Carrot en 1980. Elle rejoint ensuite rapidement la classe de clavecin de Christiane Jaccottet au Conservatoire de Genève, où elle obtient en 1986 le Premier Prix de clavecin. Elle suit encore l'enseignement de Johann Sonnleitner à la Musikhochschule de Zurich. Jovanka Marville se lance alors dans une carrière musicale, mêlant récitals, enregistrements et enseignement.
En 1989, elle remporte le troisième prix au concours du Festival de musiques anciennes de Bruges. Si elle a commencé par jouer du piano, puis s'est révélée au clavecin, Jovanka Marville joue également du pianoforte et du clavicorde. Elle a eu la chance de rencontrer, lors de cours de maîtres, des musiciens tels qu'Andreas Staier pour le pianoforte, Jesper Christensen pour la basse continue, Rudolf Lutz pour l'improvisation. Admiratrice de Bach, François et Louis Couperin, Haydn et Mozart, elle enregistre en tout quatre albums entre 2000 et 2011, dont notamment une sélection du Fitzwilliam virginal book en 2008. Depuis 2000, elle enseigne le clavecin, la basse continue et la musique de chambre à la Haute école de musique de Lausanne.
Après l'enregistrement d'un album d’œuvres de Bach au clavicorde en 2011, Jovanka Marville continue à donner des récitals, essentiellement en Suisse romande, parallèlement à ses activités d'enseignante.

## Sources
- « Jovanka Marville », sur la base de données des personnalités vaudoises sur la plateforme « Patrinum » de la Bibliothèque cantonale et universitaire de Lausanne.
- Sykes, Julien dans: Louis Couperin: clavecin Louis Denis 1658. Jovanka Marville, clavecin, Aeon, 2007. Cote BCUL: DCR 9575. Le Temps
- n° 3048, 2007/12/15.